# Monnina equatoriensis
Monnina equatoriensis är en jungfrulinsväxtart som beskrevs av Chod.. Monnina equatoriensis ingår i släktet Monnina och familjen jungfrulinsväxter. Inga underarter finns listade i Catalogue of Life.